# Figurentheater-Museum Herisau
| Figurentheater-Museum Herisau | Figurentheater-Museum Herisau   |
| ----------------------------- | ------------------------------- |
| Figurentheater-Museum Herisau |                                 |
| Ort                           | Oberdorfstrasse 18 9100 Herisau |
| Eröffnung                     | 2020                            |
| Betreiber                     | Verein Figurentheater-Museum    |
| Leitung                       | Kurt Fröhlich                   |
| Website                       | www.figurentheatermuseum.ch     |
| Öffnungszeiten                | Mi 14–17 Uhr, So 11–16 Uhr      |

Das Figurentheater-Museum Herisau befindet sich in Herisau im Schweizer Kanton Appenzell Ausserrhoden. Es zeigt Theaterfiguren aus der Schweiz und aller Welt, dokumentiert das Figurentheater und verfügt auch über eine eigene Bühne.

## Geschichte
Der Gründer des Figurentheater-Museums ist Kurt Fröhlich (* 1951). Er absolvierte ursprünglich eine Ausbildung in Ausdruckstanz bei Sigurd Leeder, ab 1979 wandte er sich aber mehr und mehr dem Figurentheater zu. Mit seinem «Fährbetrieb» spielt er seit 1978 für Kinder und Erwachsene Märchen und eigene Geschichten. Fröhlich war auch viele Jahre im Vorstand und einige Jahre Präsident der UNIMA Suisse, der Schweizerischen Vereinigung für Puppenspiel.
2014 kaufte er das Haus an der Oberdorfstrasse 18 in Herisau und baute es selber um – «als Architekt, Maurer, Schreiner, Elektriker und Plättlileger». Darin richtete er ein Figurentheater-Museum ein, das 2020 eröffnet wurde. 2021 erweiterte er das Museum um ein eigenes Figurentheater, das mit dem Stück «Hans im Glück» eröffnet wurde.
In den Jahren 2019 bis 2022 entstand eine Dokumentation für Recherchen, Forschung und die kulturhistorische Aufarbeitung des Figurentheaters in der Schweiz ab ca. 1960 bis 2010. Dazu führten Andreas und Kurt Fröhlich, Elke Krafka und Anne Compagnon Interviews mit 105 Bühnen, um das Schaffen des Schweizer Figurentheaters festzuhalten. Es besteht eine Zusammenarbeit mit dem Schweizer Archiv der Darstellenden Künste SAPA. Ausserdem gibt es eine Fach- und eine Märchenbibliothek im Haus.

## Gebäude
Das Figurentheater-Museum befindet sich im Haus «zur Linde» an der Oberdorfstrasse. Die Strasse war im 17. Jahrhundert eine Landstrasse, die einerseits zur Brücke beim Kubel und von dort nach Stein AR oder St. Gallen, andererseits zur Brücke im Herisauer Tobel und von dort nach Hundwil führte. Nach den Strassen- und Brückenbauten vor und nach 1900 wurde sie zu einer ruhigen Dorfstrasse. Aufgrund der Verkehrslage sind schon früh mehrere Wirtshäuser an der Strasse bezeugt, die Wirtschaft «zur Linde» erscheint bereits auf einem Plan von 1628.
Das Haus mit dem Satteldach ist zusammengebaut mit einem turmartig erhöhten Gebäude mit Walmdach, in dem eine Metzgerei betrieben wurde. Darin ist heute das Figurentheater-Museum untergebracht. Die beiden Strickbauten sind aussen getäfert und zeigen die typischen Reihenfenster. In den Jahren 2015 bis 2020 hat Kurt Fröhlich das Haus in ein Museum umgebaut.

## Sammlung
Die Sammlung umfasst über 500 Puppen aus mehr aus 20 Ländern: Marionetten, Handpuppen, Stabpuppen, Schattenfiguren etc. In Aufbau begriffen ist eine Sammlung von Schweizer Puppen-, Figuren- und Objekttheatern aus den letzten 50 Jahren.

## Ausstellung
Die dreiteilige Ausstellung ist auf vier Geschossen eingerichtet: Die Wechselausstellung im ersten Stock wird jedes Jahr erneuert. Die thematische Ausstellung im zweiten Stock bleibt jeweils über zwei bis drei Jahre bestehen. Im dritten Stock werden Figuren aus Kurt Fröhlichs Stück Als Schlemihl nach Warschau ging präsentiert.

### Wechselausstellung: Schweizer Bühne
Jede Saison wird eine andere Schweizer Figurentheaterbühne vorgestellt. 2019 war es das «Koffertheater» der Baslerin Vrene Ryser, 2022 die Puppen der Schaffhauser Marionetten von Hermann und Monique Ammann. 2023 wurden Arbeiten von Veronika Medici aus Buchegg SO präsentiert, die Ausstellung stand unter dem Titel «Papierträume einer Powerfrau – in Kisten verpackt». Aus Papier, Karton und Klebstreifen baute Veronika Medici Schlösser, Wälder und Türme – eine traumhafte Welt, in der ihre Geschichten spielen. Zu sehen waren auch Requisiten, Masken und Musikinstrumente, die Medici in ihrem Spiel einsetzt. Die kleinen Guckkasten sehen immer wieder anders aus: märchenhaft verträumt für Jorinde und Joringel bis geometrisch und fast farblos für Die schneeweisse Prinzessin.

### Thematische Ausstellung: Burma

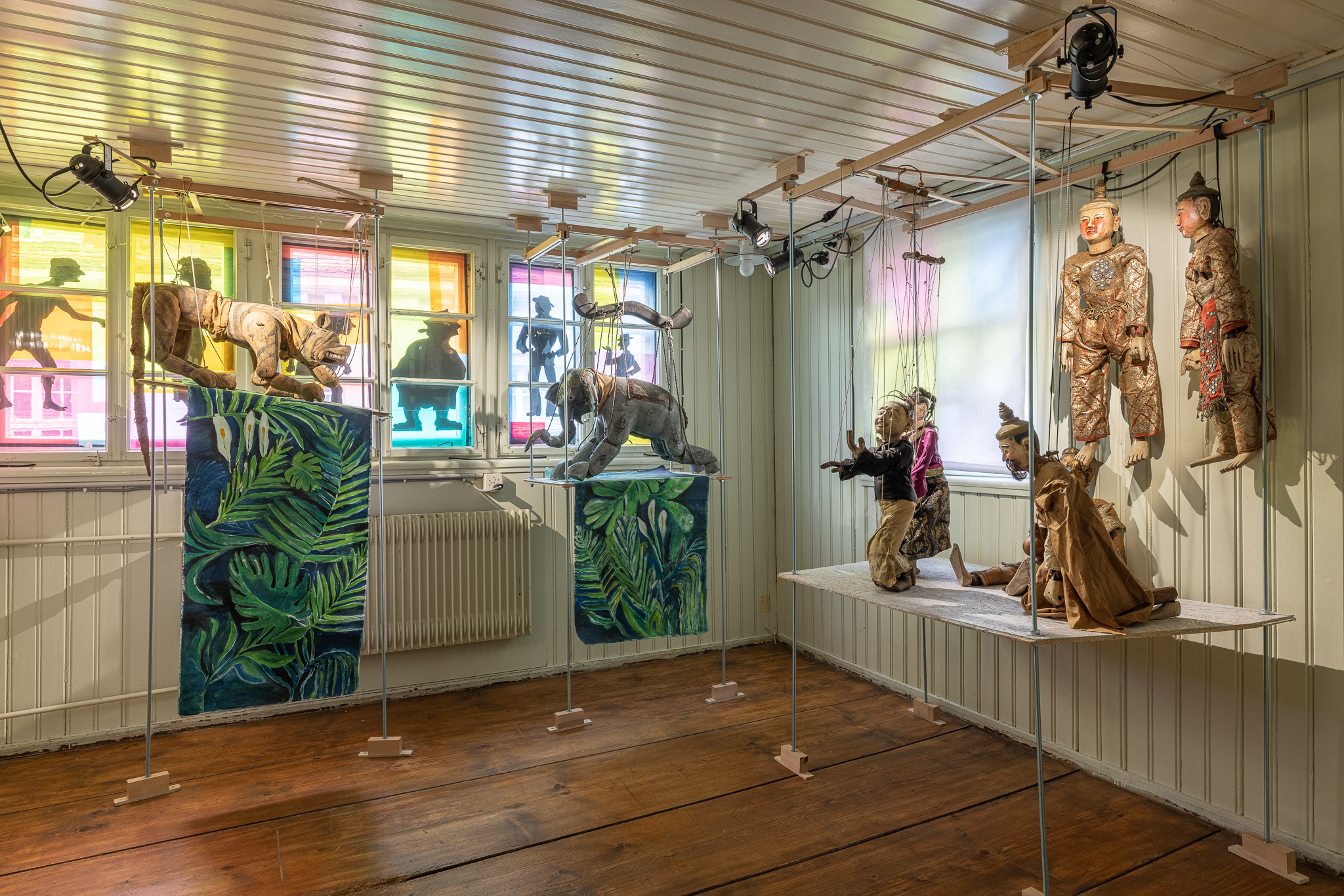
Blick in einen Raum der Burma-Ausstellung

Burma (heute: Myanmar) hat eine über 1000-jährige Tradition des Puppenspiels. Zum traditionellen Spiel gehören mythologische Figuren, Fabelwesen, Tiere und Menschen. Die Figuren im Museum stammen aus einer privaten Sammlung, die der Berufsverband einst gekauft hatte und die Fröhlich vor dem Entsorgen gerettet hat.
Die Marionetten sind sehr aufwendig kostümiert. Sie verfügen über bis zu 16 Fäden, die teilweise über das Spielkreuz, teilweise mit der freien Hand geführt werden. Die Figuren sind dadurch sehr gelenkig und können für ausdrucksstarke Tanzszenen eingesetzt werden. Wie das aussieht und was für ein grosses Orchester dazu spielt, zeigen Videoaufnahmen, die in der Ausstellung abgerufen werden können. Dazu gibt es auch Hintergrundinformationen zur Geschichte des Puppenspiels in Burma.

### Dauerausstellung: Chelm
Als Schlemihl nach Warschau ging war eine Produktion von 1991 des Figurentheaters «Fährbetrieb» nach der gleichnamigen Erzählung von Isaac B. Singer aus der ostjüdischen Gemeinschaft im Dorf Chelm. Die Tischmarionetten sind Schlemihl mit Frau und Kindern sowie andere Menschen aus dem Dorf wie der Nachtwächter, der Schmied oder die Weisen aus der Synagoge. Sie alle haben ausdrucksstarke, charakteristische Köpfe erhalten, die aus Lindenholz geschnitzt sind. Die Häuser des Dorfs sind der polnischen Landschaft nachempfunden und aus Lärchenholz und einer verwitterten Messingscheibe gefertigt. Die ergänzenden Kleinfiguren – Gänsebub mit Gänsen, ein Huhn, eine Katze – sind in der Art von altem polnischem Spielzeug gestaltet.

## Spezielle Exponate
- Der tanzende Prinz «min dha»: Er tritt im traditionellen burmesischen Puppenspiel meist gegen Ende auf, tanzt und singt mit der Prinzessin. Die Marionette hat an Armen und Beinen jeweils mehrere bewegliche Gelenke und Fäden, sodass sie ebenso elegant wie ausgelassen zur Musik tanzen kann.
- Zeinvel, der träumende Weise: Er sitzt etwas abseits der Dorfgemeinschaft von Chelm unter dem Schloss des Zauberers Asmodis, bei dem metallene Türme geheimnisvoll aus einem geschwungenen Stück Borke herauswachsen. Zeinvel schläft – wie immer. Seine Augen sind blaue Fenster in eine andere Welt, sein Gesicht lächelt zufrieden. Eine Figur, die in sich ruht.

## Bilder

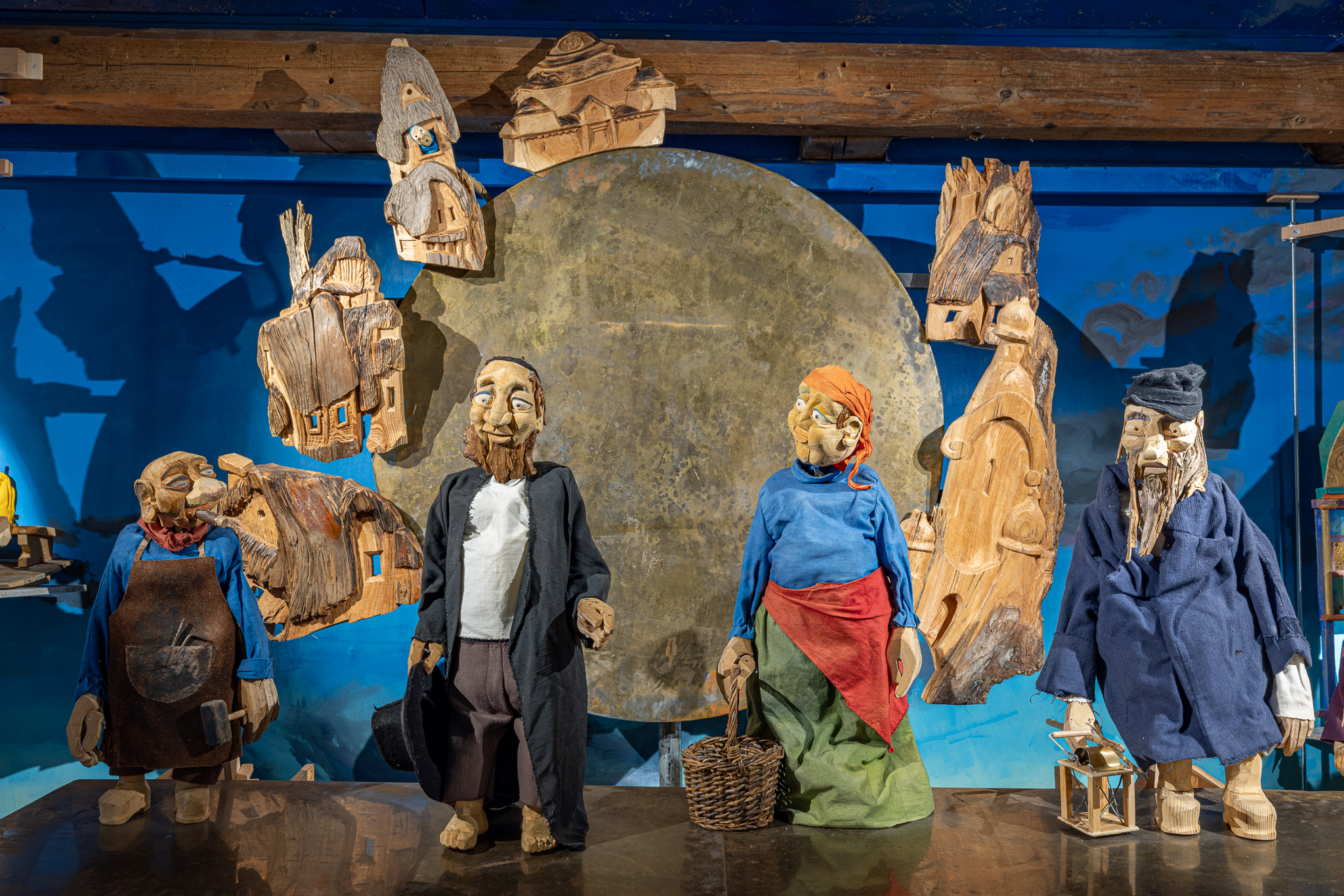
Figuren der ostjüdischen Dorfgemeinschaft von Chelm
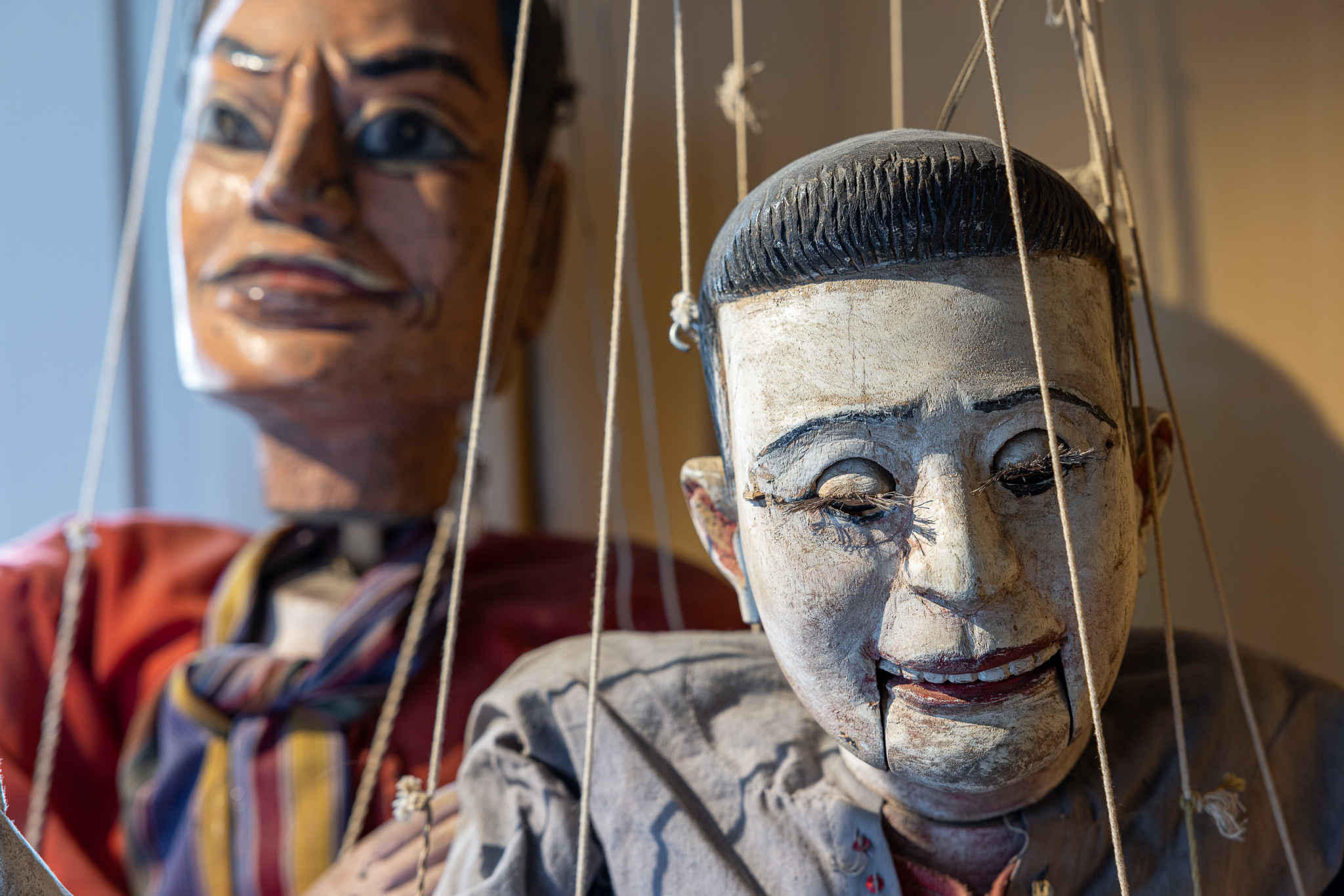
Marionetten von burmesischen Schauspielern
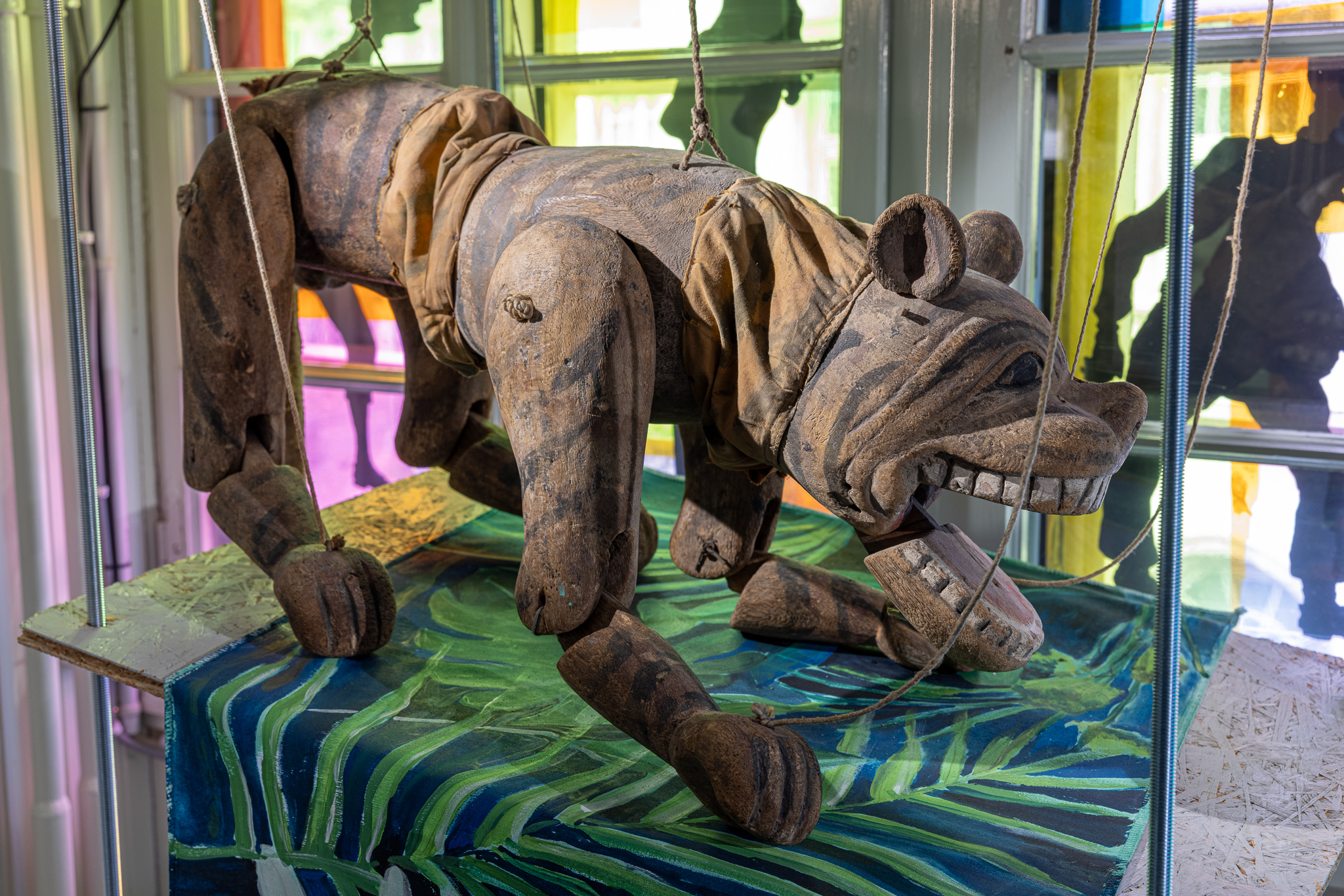
Burmesische Tiger-Marionette
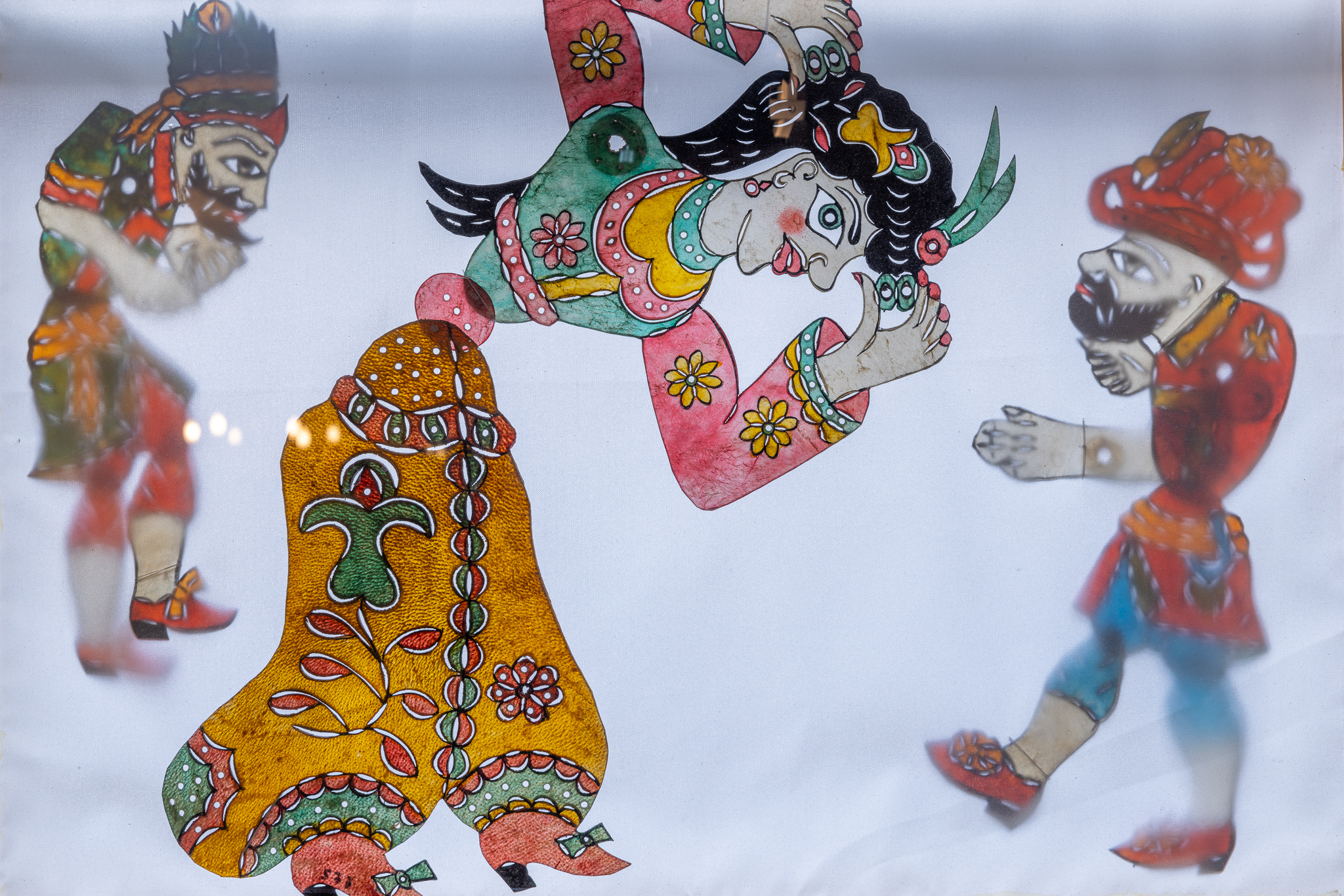
Türkische Schattenfiguren: Karagöz und Hacivat mit schöner Mesopotamierin
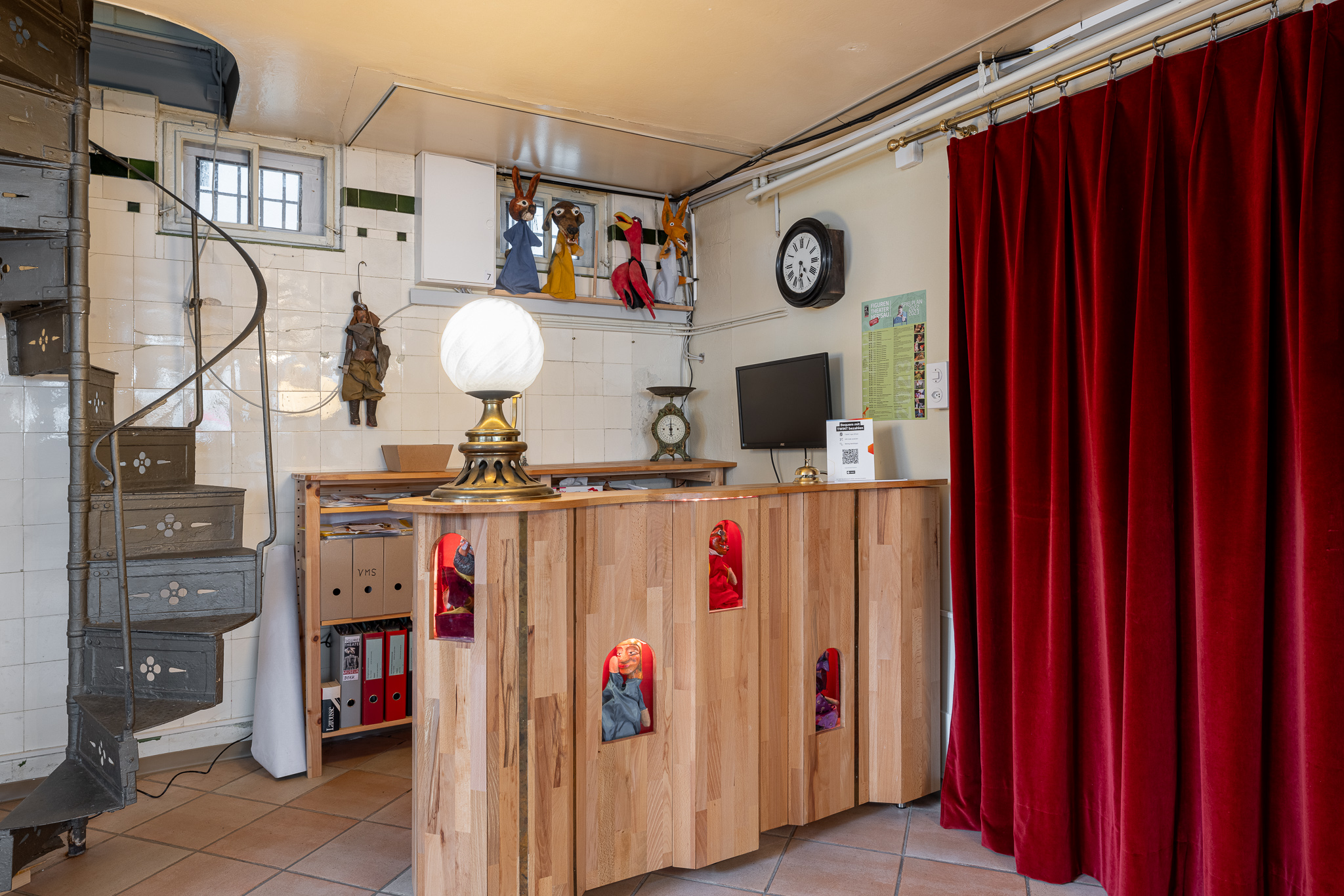
Foyer des Figurentheater-Museums

## Weitere Angebote
«Strolchi» ist die Hauskatze. Sie führt Kinder auf einem Erlebnisweg durch das Haus. Dabei können sie selber aktiv werden. Den Schluss bildet ein Raum mit einem Puppentheater zum Spielen.
Im Theaterraum im Parterre gibt es von Anfang Oktober bis Ende April jeden Sonntag Figurentheater vom «Fährbetrieb», aber auch Gastspiele von Bühnen aus der ganzen Schweiz. Ausserdem baut Fröhlich ein Ensemble auf, um seine Kunst weiterzugeben. Erste Premiere des «Figurentheater-Ensembles Herisau» war im März 2022 mit dem Stück Der Löwe der Igel und der Hahn – oder die Landsgemeinde der Tiere. Im Herbst 2023 standen die Bremer Stadtmusikanten, Was isch los, Samichlaus? sowie die Neuinszenierung Waldwiehnacht bi Fuchs und Haas («Fährbetrieb») auf dem Programm. Der Theaterraum wird ebenfalls für externe Veranstaltungen (Theater, Lesungen, Vorträge etc.) vermietet.
Das Figurentheater-Museum bietet sowohl Aufführungen in Schulen als auch Workshops für Schulen mit Schachteltheater und Weiterbildungskurse für Lehrpersonen an.

## Trägerschaft
Das Museum wird vom Verein Figurentheater-Museum getragen.